# 泉庄街道
泉庄街道，是中华人民共和国广东省湛江市霞山区下辖的一个乡镇级行政单位。

## 行政区划
泉庄街道下辖以下地区：
人民社区和海滨北社区。